# Blandina Čížková
Blandina Čížková (6. července 1859 Řisuty u Slaného – 25. dubna 1925 Koloredov) byla česká knihovnice, folkloristka, publicistka, redaktorka a vydavatelka.

## Život
Od roku 1869 žila s rodiči v Těšíně. Měšťanskou školu absolvovala v Praze. Poté vystudovala čtyřletý dívčí učitelský ústav Kongregace Milosrdných sester svatého Karla Boromejského v Těšíně. O její pedagogické kariéře nejsou podrobnější informace, ale podle tehdejších předpisů zůstala svobodná.
Zajímala se o místní folklór, podporovala české národní aktivity. Působila ve spolcích a organizacích:
- Český politický spolek pro Těšínsko,
- Slezská Matice osvěty lidové,
- Ústředí ženských spolků v Brně a v Praze.

V roce 1895 se podílela na organizaci národopisného vlaku z Těšínska na Národopisnou výstavu českoslovanskou v Praze.
V roce 1894 ji poslanec Věnceslav Hrubý pověřil vydáváním Novin Těšínských, prvních česky psaných novin na Těšínsku. Působila zde jako novinářka, redaktorka a vydavatelka nejprve v Těšíně, později ve Frýdku. V roce 1911 z redakce listu odešla kvůli rozporům s ostatními redaktory o zaměření novin. Ve stejné době působila také jako redaktorka Slezského kalendáře. Po roce 1912 si otevřela v Místku malý obchod.
V letech 1911 až 1914 spojovala ženská hnutí severní Moravy (Těšín, Opava, Frýdek a Místek) s Prahou, když vykonávala funkci členky výboru Svazu českých spolků ženských.
V roce 1922 složila knihovnickou zkoušku. Když byla v roce 1923 založena knihovna města Místku, byla pověřena jejím vedením. Tuto funkci vykonávala až do své smrti v roce 1925.

## Novinářská práce
Své kulturněpolitické a národopisné příspěvky publikovala v novinách a časopisech Osvěta, Opavský týdenník, Ženské listy a dalších.